# Javriv, Hoșcea
Javriv (în ucraineană Жаврів) este localitatea de reședință a comunei Javriv din raionul Hoșcea, regiunea Rivne, Ucraina.

## Demografie
Componența lingvistică a localității Javriv
     Ucraineană (100%)
Conform recensământului din 2001, toată populația localității Javriv era vorbitoare de ucraineană (100%).